# Белорусы в гражданской войне в Анголе
Белорусская Советская Социалистическая Республика, будучи частью Советского Союза, была вовлечена в ангольский конфликт. Немалое количество этнических белорусов, уроженцев страны разных национальностей и военнослужащих БВО приняли участие в этих событиях в роли военспецов и военных советников на стороне МПЛА.

## Обзор
По данным научного сотрудника Института истории НАН Беларуси и кандидата исторических наук Александры Кузнецовой-Тимоновой, на 2020 год установлены имена 167 участников ангольских событий, имеющих отношение к стране: уроженцы, белорусы по национальности, граждане Республики Беларусь с 1991 года. По сведениям, полученным из областных и районных военных комиссариатов и собственно ветеранов войны, в самом государстве их проживало 145 человек. Среди погибших советских военнослужащих представителей Белоруссии выявлено 6; трое похоронены на территории страны, один — в Подмосковье, один — в Ленинградской области, один — в Крыму. Из установленных 145 имён — 3 рядовые (1 матрос, 2 солдаты-водители), 2 сержанта (водители), 1 старшина, 8 прапорщиков. Среди офицеров — 41 военный советник 37 военных специалистов, 16 переводчиков. Другие 31 — командир части Ан-22, начальник челюстно-лицевого отделения госпиталя, терапевт полевого госпиталя, начальник медслужбы воинской части ангольской армии, техники и бортинженеры, начальник группы авиаполка, 2 заместителя командира эскадрильи. Советских боевых наград удостоен 31 человек, ангольских — 2. Также есть награждённые кубинскими правительственными наградами: медалями «За оборону Куито-Куанавале», «За боевое содружество», «За отличное выполнение воинского долга». Согласно Республиканской книге памяти воинов-интернационалистов на 2024 год, указано число в 127 участников войны (2 погибло).

## Категории и имена
В 1976—1977 гг. на должности главного военного советника находился генерал-лейтенант Илья Пономаренко (Минск). В 1977—1980 гг. эту должность занимал генерал-лейтенант, ветеран Великой Отечественной войны Василий Шахнович (Серяги, Слуцкий район). Примечательно, что до Анголы он занимал аналогичную должность при контингенте советских военспецов в Сомали. Как отмечалось на сайте организации «Союз ветеранов Анголы», именно Шахновичем была заложена основа правительственной армии, сформированы структура и вооружение, созданы полноценный Генеральный штаб, военные округа и штабы округов, сформированы пехотные и механизированные бригады, окончательно оформились виды Вооружённых сил.
Из Белорусского военного округа в Анголу в качестве советников в разные годы направлялись представители от: организационно-мобилизационного управления (ОМУ) Михаил Николаев и Василий Терещенко; артиллерии Пётр Бондаренко, Валерий Барабаш, Анатолий Давыдовский; противовоздушной обороны Валерий Синянский; военно-воздушных сил Станислав Душенковский, Иосиф Важник (погиб в бою 27 августа 1981 г.), Михаил Жерносек (погиб в авиакатастрофе 25 ноября 1985 г.), Александр Зайцев (старший преподаватель Военной академии ВС Анголы). Уроженцы страны и будущие граждане независимой республики направлялись также из прочих военных округов, как, например, Сергей Бакун (работал с кубинским контингентом от ВВС СССР) и Владимир Альтшуллер.
Как военспецы из БВО в Анголе служили Валентин Авилов от ОМУ (4 заключительных месяца командировки исполнял обязанности военного советника); Владимир Михальчик от танковых войск; Виктор Бойко, Николай Овчаров, Александр Морозов от ПВО; Виктор Магонов от войск связи. Из прочих военных округов — Александр Развенков, Виктор Черненков, Валентин Стасюкевич от ВВС; Михаил Павлов от ВДВ; Юрий Морозов, Геннадий Сергиенко от ПВО. Последний, гродненец, участвовал в битве при Квито-Кванавале, крупнейшем сражении войны.
В качестве авиаспециалистов в «горячей точке» побывали Сергей Лукьянов (лётчик, командир экипажа самолёта Ан-12 бортовой номер 11747 Джанкойского полка ВТА ВВС, который был сбит 25 ноября 1985 г.; погиб), Борис Соболев (старший инженер самолётов Ан-22 «Антей»), Игорь Харин (борттехник по авиационному и десантному оборудованию самолётов Ан-12). Уроженцы страны также находились среди представителей ВМФ СССР, как, например, Пётр Ракицкий (старшина 1 статьи, эсминец «Настойчивый»), Владимир Лякин (капитан 3 ранга на момент командировки, служил в пункте МТО), Павел Астровик (капитан 2 ранга на момент командировки, также служил в пункте МТО). Как минимум один выходец Белоруссии находился в Анголе во время несения срочной службы. Им был Виктор Романюк (Ивановский район; служил в провинции Уила приблизительно в 1985—1987 гг.).
Достаточно многочисленной группой стали переводчики как гражданских, так и военных ВУЗов. В числе выпускников ускоренных курсов португальского языка Военного института иностранных языков в зоне конфликта оказались Анатолий Алексеевский, Владимир Костраченков, Игорь Ждаркин, Александр Григорович, Пётр Ивановский, Михаил Маргелов и Николай Захарченя (все они, кроме Алексеевского, в будущим взяли гражданство России). В свою очередь от Минского государственного педагогического института иностранных языков работали Сергей Баягин, Сергей Демидчик, Александр Хованский, Игорь Ковалевич, Александр Шлык, Сергей Ерошов, Олег Грицук, Александр Штукин и Андрей Хаткевич.

## После 1992
С распадом СССР советский военный контингент был выведен из страны.
Один из белорусов, И. Ждаркин, в 1996—1998 гг. повторно прибыл в Анголу как переводчик миротворческих сил ООН от России.
С 1993 года Республика Беларусь начала поставки вооружения ангольской армии. Первоначально правительственные войска купили 21 БМП-1. В 1998-м государство приобрело 28 единиц белорусских БМП-2. В 1999 году Ангола получила 62 танка Т-55, 22 Т-72, 62 БМП-2, 24 РСЗО БМ-21, 12 крупнокалиберных артсистем 2С7 «Пион», 12 гаубиц Д-30, 15 самолётов МиГ-23 и 2 Су-22, в 2000 году — 1 Су-24 МК.

## В искусстве
Гражданская война, а именно участие советских специалистов в конфликте, нашла своё отражение в стихотворении белоруса С. Ерошова. Произведение записано его коллегой И. Ждаркиным в 1988 году.

Добры дзень, радзімая, добры дзень, каханая!
Зноў паштоўку шлю табе, можа як дайдзе…
Толькі не хвалюйся там — нават не паранен я,
Мы ўсе тут вучымся на чужой бядзе!
Ой-ёй-ёй, ой, Божа ж мой!
Ой-ёй-ёй, што ж тэта са мной?
А ў Анголе ўсё не так… у марах Беларусь мая!
Веру, што ўсё скончыцца, я звярнусь дамоў.
Моцна абдыму цябе, пацалую горача…
I пасля на чарачку запрашу сяброў
Ой-ёй-ёй, ой, Божа ж мой!
Ой-ёй-ёй, што ж тэта са мной?
Вось і ўсё, каханая, выбачай, што коратка.
Чую вой — заходзяць зноў з поўдня «Міражы»…
Дасылаю нітачку з абгарэлай вопраткі,
Калі што і здарыцца — маме не кажы!
Ой-ёй-ёй, ой, Божа ж мой!
Ой-ёй-ёй, што ж тэта са мной?

## Мемуары
- Ждаркин И. А. «Такого не было даже в Афгане». Воспоминания участника войны в Анголе (1986—1988 гг.). — М.: «Memoris», 2008—516 с. : ил. ISBN 978-5-903116-57-7.